# آن بيرغ
آن بيرغ (بالنرويجية البوكمول: Anne Berge)‏ هي متزحلقة نرويجية، ولدت في 31 يناير 1966 في ساندفيكا في النرويج.

## وصلات خارجية
- آن بيرغ على موقع الاتحاد الدولي للتزلج (التزلج على المنحدرات الثلجية) (الإنجليزية)
- آن بيرغ على موقع أوليمبيديا (الإنجليزية)